# Петрово (Устюженский район)
Петрово — деревня в Устюженском районе Вологодской области.
Входит в состав Никольского сельского поселения, с точки зрения административно-территориального деления — в Никольский сельсовет.
Расстояние по автодороге до районного центра Устюжны — 35 км, до центра муниципального образования деревни Никола — 2 км. Ближайшие населённые пункты — Бронино, Нечалово, Холманы.
Население по данным переписи 2002 года — 62 человека (26 мужчин, 36 женщин). Всё население — русские.